# Athens (wieś)
Athens – wieś w Stanach Zjednoczonych, w stanie Nowy Jork, w hrabstwie Greene.